# Carlos Saura
Carlos Saura Atarés (Huesca; 4 de enero de 1932-Collado Mediano, Madrid; 10 de febrero de 2023) fue un reconocido cineasta, fotógrafo y escritor español. Su trayectoria abarca más de medio siglo y es considerado junto a Luis Buñuel, Luis García Berlanga, Pedro Almodóvar y Fernando Trueba como uno de los grandes del cine español.
Saura inició su carrera en 1955 realizando cortometrajes documentales. Obtuvo protagonismo internacional cuando su primer largometraje se estrenó en el Festival de Cine de Cannes en 1960. Aunque comenzó a filmar como neorrealista, Saura pasó a películas codificadas con metáforas y simbolismos para sortear la censura española. En 1966, saltó a la fama internacional cuando su película La caza ganó el Oso de Plata en el Festival Internacional de Cine de Berlín. En los años siguientes, se forjó una reputación internacional por su tratamiento cinematográfico de las respuestas emocionales y espirituales a las condiciones políticas represivas.
En la década de 1970, Saura era el cineasta más conocido que trabajaba en España. Sus películas emplearon recursos narrativos complejos y frecuentemente fueron controvertidos. Ganó premios especiales del jurado por La prima Angélica (1973) y Cría Cuervos (1975) en Cannes, y recibió una nominación en los Premios Óscar la Mejor Película en Lengua Extranjera en 1979 por Mamá cumple cien años.
En la década de 1980, Saura saltó a la fama por su trilogía flamenca – Bodas de sangre, Carmen y El amor brujo, en la que combinaba contenidos dramáticos y formas de baile flamenco. Su trabajo continuó apareciendo en concursos mundiales y obtuvo numerosos premios. Recibió dos nominaciones a los Premios Óscar por Carmen (1983) y Tango, no me dejes nunca (1998). Sus películas son una expresión sofisticada del tiempo y el espacio que fusionan la realidad con la fantasía, el pasado con el presente y la memoria con la alucinación. En las dos últimas décadas del siglo XX, Saura se centró en obras que unían música, danza e imágenes.

## Biografía
Nacido en Huesca el 4 de enero de 1932. Hijo de familia paterna murciana. Recién finalizado el bachillerato, comenzó a aficionarse a la fotografía. Abandonó sus estudios de ingeniería industrial para ingresar en el Instituto de Investigaciones y Experiencias Cinematográficas de Madrid, donde obtuvo el diploma de Dirección cinematográfica. Fue uno de los grandes renovadores del cine español de la segunda mitad del siglo XX.

## Carrera

### Primeras películas

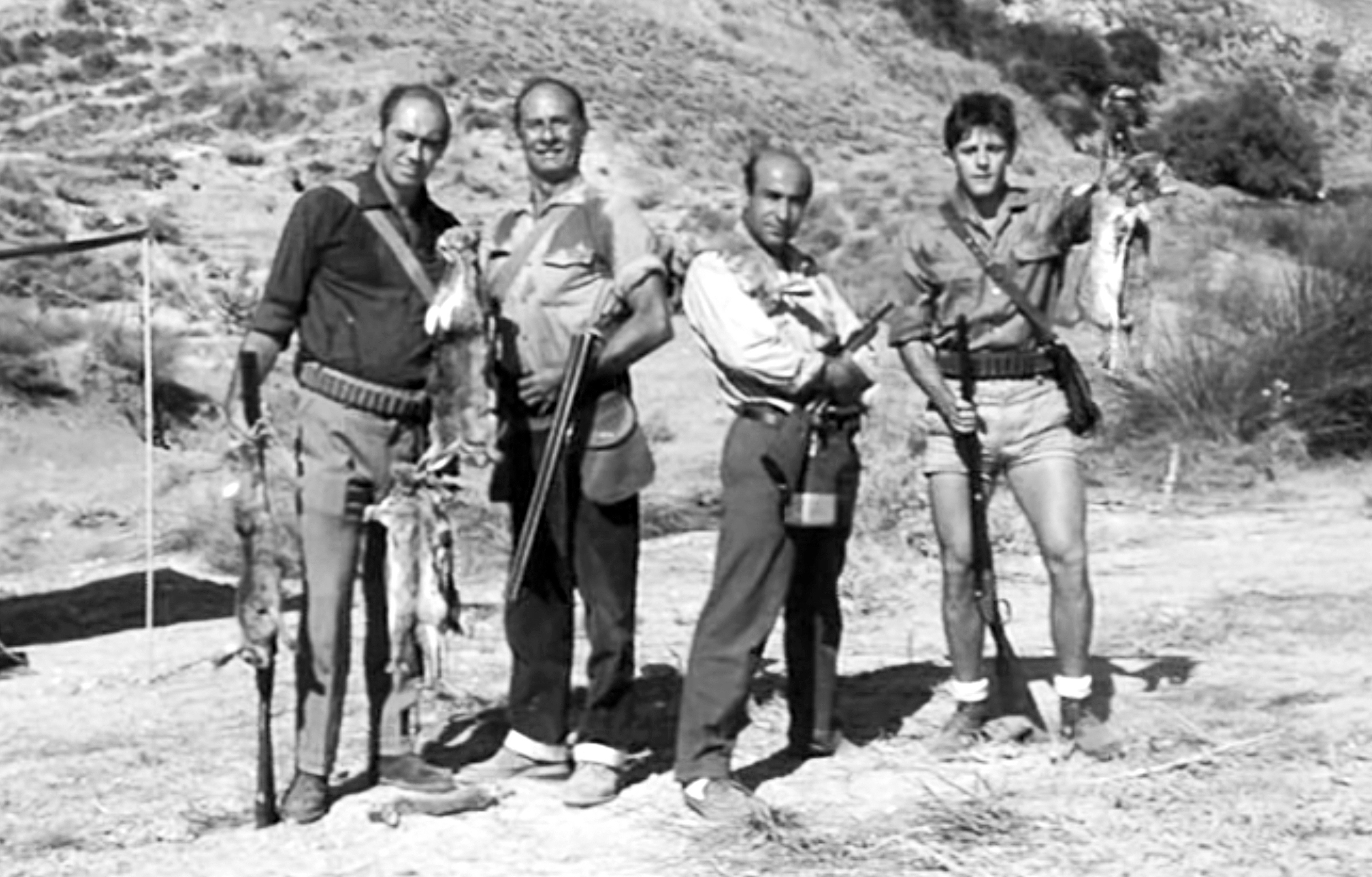
La caza (1966)

Tras realizar el cortometraje El pequeño río Manzanares (1956) y el mediometraje La tarde del domingo (1957), realizó el documental Cuenca (1958), premiado en el Festival Internacional de Cine de San Sebastián, al que siguió su primer largometraje, Los golfos (1960), En La caza (1966), con un asunto de gran dureza donde hizo un análisis de las heridas provocadas por la guerra civil en la terrible historia de una partida de caza entre personajes que representaban distintas posturas vitales. La escenografía en exteriores, en un paisaje árido y la fotografía muy contrastada de Luis Cuadrado, hicieron de esta obra una referencia para el cine posterior y obtuvo grandes éxitos internacionales, consiguiendo el premio a la mejor dirección en el Festival Internacional de Cine de Berlín.

### Encuentro con Querejeta
Tras estos primeros trabajos, se consolidó en 1967 su colaboración con el productor Elías Querejeta, con el que había producido a medias La caza, con la película Peppermint frappé, dando inicio al periodo más destacado de su carrera. Peppermint frappé es de nuevo una indagación psicológica sobre los efectos de la represión franquista tras la guerra civil, las inhibiciones eróticas y otras carencias de su generación. El desenlace es tan violento como La caza, pero aparece ahora situado en el espacio de la memoria o los instintos más primarios de los personajes.
Temas y formas, puliendo este estilo abstracto, desarrollado en colaboración con Querejeta, que pretendió radiografiar los males de la sociedad española burlando la censura, continuaron en Stress-Es Tres-Tres (1968), La madriguera (1969), El jardín de las delicias (1970) y Ana y los lobos (1972).
Ana y los lobos ofrece el mundo cerrado de una casona de una familia española aristocrática. Rafaela Aparicio, la matriarca de este mundo cerrado, retomará este personaje en Mamá cumple cien años (1979), una continuación de Ana y los lobos. A la casa solariega llega una institutriz extranjera para educar a las niñas de Juan, el varón de la casa. Las pulsiones sexuales frustradas de los tres hombres de la familia aparecen tras la llegada de esta bella joven cuyos modos más libres y su sinceridad provocan en el subconsciente de los varones deseos irreprimibles. Ana destapa la inquietud del ambiente cerrado y conservador de esta familia, revelando así los rasgos que tanto definen a la sociedad de su tiempo.

### La consolidación del "mito Saura":La prima AngélicayCría cuervos
La película que marcó su consolidación internacional fue La prima Angélica (1973), que recibió el Premio Especial del Jurado en el Festival de Cannes; en ella, el pasado (1936) y el presente (1973) se funden y esto se muestra mediante la confusión del tiempo histórico que se produce en los planos de la película, incluso dentro de una misma secuencia. Así se delata el tema de la presencia de las heridas del pasado en el presente, clásico asunto del psicoanálisis. La fusión del tiempo tiene también otras consecuencias frustrantes, como el contraste entre el amor infantil de Luis y Angélica, que ha sido acaso su único amor, y la relación adulta de un Luis con una Angélica ya casada en una situación que hace imposible la recuperación de aquella relación afectiva. No es este el primer film que explora el recuerdo y la intromisión del pasado en el presente, que estaba ya bien dibujado en obras anteriores, como El jardín de las delicias (1970).
María Clara Fernández de Loaysa, en su papel de Angélica niña, establece una relación con la figura de José Luis López Vázquez, cuyo personaje seguía la estela del que interpretó en El jardín de las delicias, donde aparecía en una silla de ruedas, simbolizando con ello la parálisis psíquica de aquella generación. En esta caso representa la frustración amorosa por su prima, en el doble papel de niño y adulto, representado por el mismo actor.
Cría cuervos (1975), también premio del Jurado en el Festival de Cannes, vuelve a explotar el tema de la memoria, oponiendo en feroz contraste la mirada de la niña Ana Torrent a los personajes autoritarios.

### Últimos filmes con Querejeta
Elisa, vida mía (1977) fue probablemente su obra maestra. Partiendo de un concepto muy ambicioso de interrelación del cine y la literatura, la película dialoga constantemente con los elementos peculiares del cine: imágenes, sonido, música y textos. En cuanto a las imágenes, hay una profunda relación entre escritura de textos y escritura visual. El diario que escribe el personaje interpretado por Fernando Rey es la fuente, o punto de vista de la enunciación, de lo que vemos, pero todo se complica al ser su hija, interpretada por Geraldine Chaplin, quien lee ese diario a su muerte. Por tanto hay que estar muy avisados para conocer el origen de la narración visual, que podría ser producida por la lectura de la hija, la escritura del padre o la voz enunciadora de un narrador externo a las voces de los personajes, algo así como un Saura-narrador. Todo ello entretejido de referencias a El gran teatro del mundo de Calderón de la Barca, El Criticón de Baltasar Gracián y el mito de  Pigmalión que oímos en la versión de la Ópera de Jean-Philippe Rameau (Pygmalion, 1748). Todo ello está pautado por la Gnosienne I de Erik Satie, que nos lleva a los espacios de la memoria.
Con la llegada de la democracia a España, Saura se convirtió en uno de los cineastas más destacados de la Transición. Los ojos vendados (1978) es un alegato contra la tortura y las injusticias en Latinoamérica. Al año siguiente abordó su primera comedia con su revisión de la familia de Ana y los lobos en clave cómica y con un aire de fin de franquismo en Mamá cumple cien años. Fue todo un éxito de crítica y público, premiada en varios festivales y seleccionada para el Óscar a la mejor película extranjera. 
En 1980 cambió de registro y, abandonando el cariz intelectual, reflexivo y polisémico con el que trataba de diseccionar las consecuencias de la guerra civil y el franquismo, volvió al cine popular, al que trata problemas contemporáneos como la marginación juvenil, con Deprisa, deprisa, que obtuvo el Oso de Oro del Festival de Berlín.

### La trilogía musical con Antonio Gades
En 1981 comenzó la colaboración con Antonio Gades y con el productor Emiliano Piedra. Tras ver su ballet teatral Bodas de sangre Saura le propuso llevarlo al cine, con lo que inició un género de musical genuino y alejado de los moldes anglosajones. El musical recabó un éxito inesperado internacional tras proyectarse en Cannes. Con la película Bodas de sangre (1981) inventó un nuevo género de película de danza y contribuye con ello a la extraordinaria divulgación que experimenta estos últimos años el baile español en el mundo. De nuevo con Antonio Gades y Emiliano Piedra preparó una adaptación de la ópera de Bizet Carmen que se convierte en un éxito internacional en 1983, premiada en Cannes y seleccionada para el Óscar. Con El amor brujo (1986), inspirada en la obra homónima de Falla, su musical más ambicioso hasta ese momento, cerró una trilogía dedicada al musical español contemporáneo.

### Variedad y eclecticismo: la ambición temática de un director
Tras Dulces horas, la última colaboración con Elías Querejeta, Saura rodó en 1982 su primera película latinoamericana: Antonieta, la historia de una mujer durante la revolución mexicana. En 1984 Saura filmó con Piedra Los zancos.
En 1985 acudió al productor Andrés Vicente Gómez para financiar un ambicioso filme sobre la expedición de Lope de Aguirre en busca de El Dorado. El rodaje se lleva a cabo en Costa Rica durante 1987, y la película se convierte en la más cara de la historia del cine español hasta ese momento.
En 1989 estrenó La noche oscura, un film intimista sobre el periodo de prisión que sufrió San Juan de la Cruz, el gran místico y poeta español del siglo XVI. En 1990 rodó ¡Ay, Carmela!, adaptación de la obra teatral de José Sanchis Sinisterra. Para esta película, que revisa de nuevo la Guerra Civil, volvió a trabajar con el guionista Rafael Azcona, y en la V edición de los Premios Goya obtiene 13 estatuillas.
En 1991 se trasladó a Buenos Aires para rodar El Sur, versión del cuento de Borges. Con Sevillanas hizo un homenaje a lo más significativo del género, esta vez mediante una serie de cuadros independientes. 
Al año siguiente, se hizo cargo de la película oficial de los Juegos Olímpicos de Barcelona, Maratón. 
En 1993 filmó ¡Dispara!, una adaptación de un cuento del escritor italiano Scerbanenco. En enero de 1994, comenzó el rodaje de Flamenco, que probablemente es el más importante documento audiovisual sobre este arte, a pesar de la desaparición de Camarón, que sí intervino en Sevillanas. Ya no se trata de una serie de cuadros inconexos, sino de un conjunto rodado con milimétrica precisión donde colaboraba como director de fotografía Vittorio Storaro.
En junio de 1997, Saura se trasladó a Argentina para rodar Tango; esta película, tras múltiples polémicas, concurre a los Oscar bajo bandera argentina: la cinta es la más galardonada del año en Argentina, y Saura recibió el Premio Cóndor de la Asociación de Críticos Argentinos como mejor director del año. Apareció su novela Pajarico solitario. En abril de 1998 se estrena la película Pajarico. 

En 1999 estrenó Goya en Burdeos, aproximación a la figura del pintor aragonés Francisco de Goya, donde realizó, posiblemente, el mejor trabajo fotográfico de su obra, en estrecha colaboración con Vittorio Storaro. Publicó su novela Esa luz. En 2000 fue distinguido con el Premio a la Mejor Contribución Artística y el Premio del Jurado del Festival de Montreal por Goya en Burdeos.

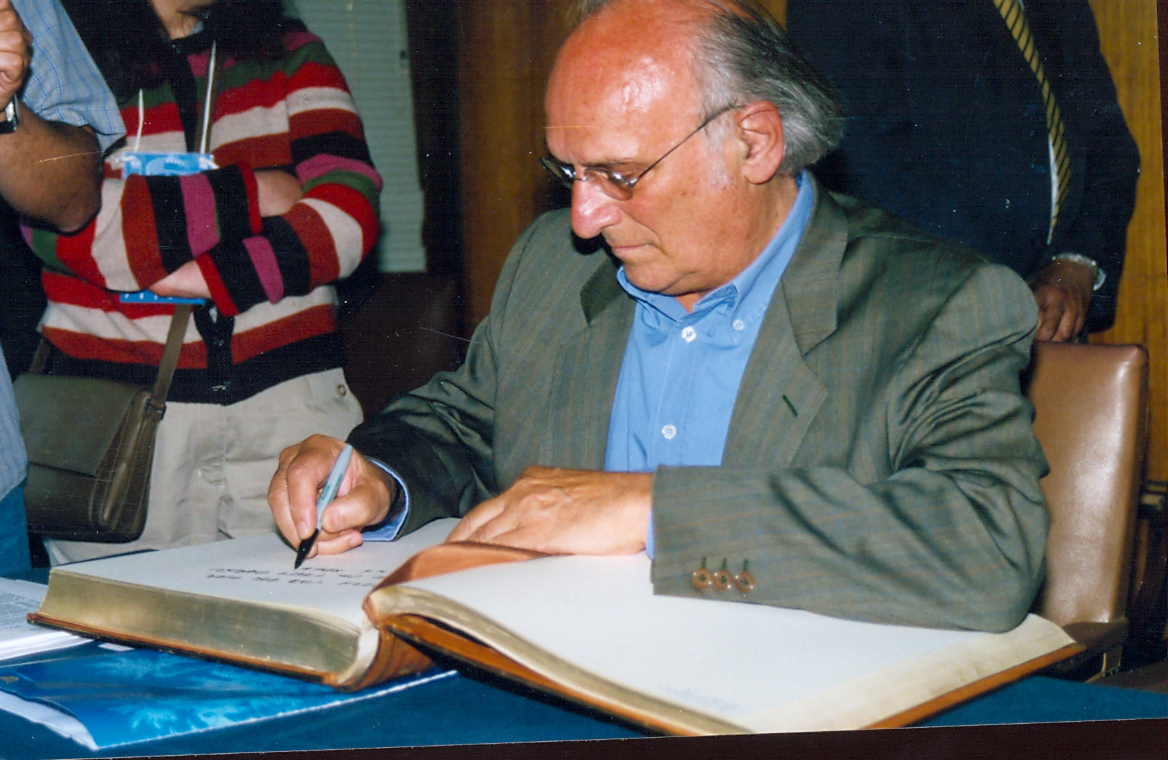
Saura en 2002

En 2001 Buñuel y la mesa del rey Salomón supone un tributo a su maestro declarado, Luis Buñuel, y al ambiente de la Residencia de Estudiantes de la España de los años 20. En el guion contó con la colaboración de Agustín Sánchez Vidal, quien ganó en 1988 el Premio Espejo de España de ensayo por su obra Buñuel, Lorca, Dalí: el enigma sin fin, y que tras esta experiencia como fabulador se dedicó con éxito a la novela de ficción.

### Últimos trabajos

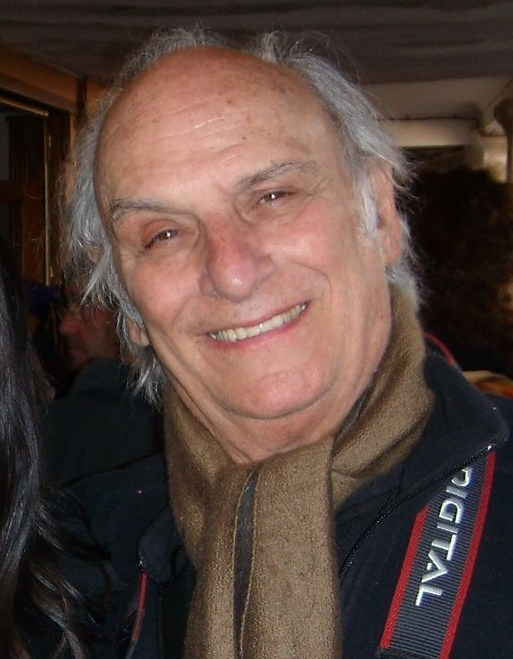
Carlos Saura en 2008.

Comenzó el nuevo siglo dirigiendo tres filmes musicales con los que tratan de consolidar sus imaginarios desde un punto de vista iconográfico: Salomé (2002), puesta en escena de la conocida tragedia bíblica por la compañía de Aída Gómez; Iberia (2005), homenaje a la suite homónima del compositor Isaac Albéniz; y Fados (2007), en coproducción con Portugal, sobre el fado, expresión musical portuguesa por excelencia. En estos filmes Saura reiteró las mismas convenciones de los musicales previos de los años 90, empezando por el empleo de la luz como elemento dramático, así como la utilización de un mobiliario minimalista, obteniendo en consecuencia unos musicales de gran sobriedad y belleza visual, pero ya sin la novedad de aquellos.
Entre sus últimas películas destacan El séptimo día (2004), cinta inspirada en el crimen de Puerto Hurraco, masacre acaecida en la Extremadura profunda que conmocionó a España en 1990, con guion de Ray Loriga y, sobre todo, Io, Don Giovanni (2009), uno de sus más ambiciosos trabajos, superproducción en torno a la figura de Lorenzo da Ponte; entremedias, Saura realizó para la Exposición Internacional de Zaragoza 2008 el cortometraje documental Sinfonía de Aragón (2008), magistral ejercicio audiovisual en el que el protagonista es AragónEn 2016 estrenó la película Jota de Saura, un recorrido antropológico sobre la jota, con diecinueve cuadros de música y danza y la participación de Miguel Ángel Berna como coreógrafo y bailador, Sara Baras, Ara Malikian, Juan Manuel Cañizares, Nacho del Río y Carlos Núñez. Jota de Saura fue producida por Movistar Plus+ y Tresmonstruos Media.
En 2017, el realizador Félix Viscarret estrena el documental Saura(s), no el primero de los documentales dedicados al cineasta, pero sí el más ambicioso e incisivo de estos, donde queda patente la peculiar personalidad del cineasta, en cuanto antepone su obra artística a todo lo demás (asuntos familiares incluidos). El documental fue nominado a los premios Goya ese año en la categoría de mejor filme documental.
En 2021 ha rodado el cortometraje titulado Goya 3 de mayo, un innovador proyecto impulsado por Aragón TV, en el que recreará en lenguaje fílmico el lienzo de Francisco de Goya, Los fusilamientos del 3 de mayo. Ese mismo año tuvo como proyecto una serie sobre el poeta Federico García Lorca.
Para 2022 había previsto rodar una película biográfica sobre Pablo Picasso.
El 3 de febrero de 2023 estrenó su última película “Las Paredes Hablan”, una producción de María del Puy, Malvalanda, montaje de Vanessa Marimbert y guion de José G. Morillas. Una búsqueda de los lazos que unen las primeras manifestaciones gráficas y pictóricas de la Humanidad, que nos definieron como especie, y el arte más moderno, en particular el arte urbano y el grafiti. Una propuesta inédita y valiente en la línea de un Saura interesado por la memoria y por las pulsiones que mueven a los Seres Humanos desde sus inicios.

### Fallecimiento
Falleció en su casa de Collado Mediano (Madrid) el 10 de febrero de 2023, a los noventa y un años, a causa de una insuficiencia respiratoria, un día antes de recibir el Premio Goya honorífico.

## Vida personal
Con la directora Adela Medrano tuvo dos hijos, Carlos (1958) y Antonio Saura Medrano (1960). Convivió con Geraldine Chaplin durante más de una década y de esta relación en 1974 nació su hijo Shane. En 1978 comenzó su relación con Mercedes Pérez (1960), con la que contrajo matrimonio en 1982 y con la que tuvo tres hijos, Manuel (1981), Adrián (1984) y Diego (1987). En 2006 se casó con la actriz Eulalia Ramón, con la que tuvo una hija llamada Anna (1994). 
Era hermano del pintor Antonio Saura.

## Filmografía

### Cortometrajes
- Flamenco (1955). Documental
- El pequeño río Manzanares (1956). Documental
- Sinfonía de Aragón (2008). Documental realizado para la Exposición Internacional de Zaragoza 2008
- Goya 3 de mayo (2021). Ficción
- Rosa Rosae. La Guerra Civil (2021). Animación

### Mediometrajes
- La tarde del domingo (1957). Ficción
- Cuenca (1958). Documental
- Los Cuentos de Borges: El Sur (1990). Ficción (TV)

### Largometrajes
- Los golfos (1960)
- Llanto por un bandido (1964)
- La caza (1966)
- Peppermint frappé (1967)
- Stress-Es Tres-Tres (1968)
- La madriguera (1969)
- El jardín de las delicias (1970)
- Ana y los lobos (1973)
- La prima Angélica (1974)
- Cría cuervos (1976)
- Elisa, vida mía (1977)
- Los ojos vendados (1978)
- Mamá cumple cien años (1979)
- Deprisa, deprisa (1981)
- Bodas de sangre (1981). Musical
- Dulces horas (1982)
- Antonieta (1982)
- Carmen (1983). Musical
- Los zancos (1984)
- El amor brujo (1986). Musical
- El Dorado (1988)
- La noche oscura (1989)
- ¡Ay, Carmela! (1990)
- ¡Dispara! (1993)
- Taxi (1996)
- Pajarico (1997)
- Tango (1998). Musical
- Goya en Burdeos (1999)
- Buñuel y la mesa del rey Salomón (2001)
- Salomé (2002). Musical
- El séptimo día (2004)
- Io, Don Giovanni (2009). Musical
- El rey de todo el mundo (2021). Musical

### Documentales
- Sevillanas (1992)
- Maratón (1992)
- Flamenco (1995)
- Iberia (2005)
- Fados (2007)
- Flamenco, Flamenco (2010)
- Zonda, folclore argentino (2015)
- Jota de Saura (2016)
- Renzo Piano, an Architect for Santander (2018)
- Las paredes hablan (2022)

## Dirección de ópera
- 1991: Carmen (Georges Bizet), para la Ópera de Stuttgart
- 2004: Carmen (Georges Bizet)
- 2007: Carmen (Georges Bizet)
- 2010: Carmen (Georges Bizet)
- 2019: Don Giovanni (W.A.Mozart), para Amigos de la ópera de La Coruña. Coro Gaos.

## Dirección teatral
- 2013: El gran teatro del mundo (Pedro Calderón de la Barca)
- 2018-2021: El coronel no tiene quien le escriba (Gabriel García Márquez)
- 2019-2021: La fiesta del chivo (Mario Vargas Llosa)
- 2020: El gran teatro del mundo (México)

## Obra literaria y fotográfica
Junto a su labor cinematográfica, fue también un escritor de amplios horizontes temáticos y notable investigación estilística. Su novela Pajarico solitario (1997), llevada luego al cine con el título de Pajarico, es una narración de corte autobiográfico. De mayor ambición literaria es Elisa, vida mía (2004), con la que Saura realizó la operación inversa: novelar un film previamente realizado, en esta ocasión su película del mismo título fechada en 1977.

### Novelas
- Pajarico solitario (1997)
- ¡Esa luz! (1998)
- Elisa, vida mía (2004)
- Ausencias (2017)

### Guiones (editados en libro)
- Cría cuervos
- Elisa, vida mía
- ¡Esa luz!
- Goya en Burdeos
- Buñuel y la mesa del rey Salomón

### Libros sobre fotografía
- El Rastro (2003)[9]
- Flamenco (2004)
- Las fotografías pintadas de Carlos Saura (2005)
- Saura x Saura (2009)
- España años 50 (2016)
- Photobolsillo (2018)

## Exposiciones (selección)

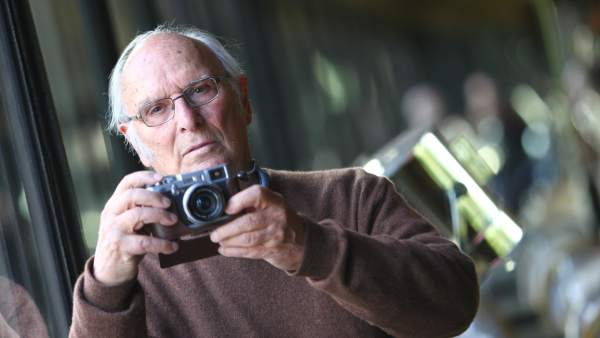
Saura en 2017.

- Otras miradas de Carlos Saura. Exposición itinerante comisariada por Asier Mensuro que se inauguró en la SEMINCI de Valladolid (2009) y que posteriormente pudo verse en León (2009-2010), La Coruña (2010), Madrid (2010), Zaragoza (2010) y Gijón (2010-2011). En ella se reflexiona sobre los temas recurrentes en la obra de Saura, mostrando como se desarrollan en las diferentes disciplinas en las que trabaja como son el cine, la fotografía, el dibujo, las artes escénicas o la literatura.
- Luz de Carlos Saura (Avilés, 2011). Comisariada por Asier Mensuro. Es la primera exposición con que se abre el Centro Cultural Internacional Oscar Niemeyer. En ella, Carlos Saura reflexiona mediante instalaciones, proyecciones y diversas piezas interactivas sobre uno de los temas que domina con mayor maestría: La luz; analizándola en todos los aspectos posibles: La ausencia de luz y los miedos primarios, el ojo biológico y los instrumentos mecánicos como la cámara oscura, fotográfica o cinematográfica, gracias a los cuales podemos captar la luz. La luz en la pintura, la arquitectura o la fotografía. También se incluyen piezas sobre característica de la luz como son el color, la sombra que produce o el reflejo. Finalmente, incluye una gran proyección homenaje a la luz de luces: El sol.